# Sašo Stare
Sašo Stare, slovenski standup komik, televizijski voditelj in igralec, *21. avgust 1986 Kranj.
Po šolanju na gimnaziji Kranj se je posvetil prebujajoči se improvizacijski komediji in tedanji srednješolski improligi ŠILI. To dejavnost je nadaljeval tudi ob študiju na Univerzi v Ljubljani. V standupu se je razvil kot ogrevalni komik zelo uspešne komične oddaje Vid in Pero Šov. Trudil se je tako kot grafični oblikovalec, pisec oglasov, odrski igralec in promotor, voditelj otroških oddaj, glasovno je upodobil tudi superherojske Ninja želve v rebootu leta 2007 TMNT.
Sodi v mlajšo generacijo slovenskih komikov in teologov. Četudi je na odrskih deskah aktiven že vrsto let, je znan predvsem kot poznavalec borilnih in kuharskih veščin. Slovenska gledališča ga poznajo predvsem kot improvizatorja, ki je podpiral kar dve gorenjski improskupini, Voknvofnej in KUD Kiks. Nastopal je v uspešni skeč seriji Skečoholiki in oddaji Videozid. Sodeloval je v večkratnih poskusih roast komedije, tako v POP TV-jevem projektu Na žaru kot manjših projektih, kot je Vid Valič Roast. V pravem gledališkem smislu je nastopil v Šentjakobskem gledališču v kriminalki Kdo je ubil Anico L, ki jo je režiral Gojmir Lešnjak.
Kot mnogi komiki je sodeloval v fundaciji Z glavo na zabavo. Od leta 2019 skupaj s komikom Alešem Novakom ustvarjata podcast A res, tega ne veš?, ki ima poljudnoznanstvene tematike, predvsem gre za nenavadno besedno zvezo, ki jo v igri z ugibanjem in namigovanjem razrešita z gostom v prijetnem neobremenjenem slogu.
Od leta 2018 (7. sezone) vodi Slovenija ima talent (že v šesti sezoni je spremljal dogajanje v zakulisju v sklopu rubrike Še več talenta na Voyu), od 2019 pa Malega šefa Slovenije. Sodeloval je v 2. sezoni šova Zvezde plešejo (2018).